# گارو (هندوستان)
قوم گارو، قومی در شمال شرق هند قرار است که آداب و رسوم مردمش همسر را به عنوان رئیس یک خانواده به رسمیت می‌شناسد و پس از مرگ ملکه خانواده، حق ارث به فرزند دختر می‌رسد. قانون بومی گارو، مالکیت اموال را به دست زنان می‌سپارد. قبیله گارو برای قرن‌ها یک جامعه مادر تبار بوده‌است. در قوم گارو هم اسم و رسم از مادر به ارث می‌رسد و جوان‌ترین دختر اموال مادر را به ارث می‌برد. پیش‌تر پسران به هنگام رسیدن به سن بلوغ، خانه والدین‌شان را ترک کرده و به یک خوابگاه پسرانه در روستا نقل مکان می‌کردند. اما پس از آنکه دین مسیحیت وارد این قوم شد، چنین رسومی دیگر رنگ باختند. والدین قوم گارو امروزه تلاش می‌کنند تا حق و حقوقی برابر برای فرزندشان در خانواده قائل شوند. این قوم یک جامعهٔ مادرسالار است.